# Folkingham Castle
Folkingham Castle är ett slott i Storbritannien.   Det ligger i grevskapet Lincolnshire och riksdelen England, i den sydöstra delen av landet, 150 km norr om huvudstaden London. Folkingham Castle ligger 33 meter över havet.
Terrängen runt Folkingham Castle är platt, och sluttar brant österut. Runt Folkingham Castle är det ganska tätbefolkat, med 139 invånare per kvadratkilometer. Närmaste större samhälle är Sleaford, 12,2 km norr om Folkingham Castle. Trakten runt Folkingham Castle består till största delen av jordbruksmark.